# Liste der Kulturdenkmäler in Hellenhahn-Schellenberg
In der Liste der Kulturdenkmäler in Hellenhahn-Schellenberg sind alle Kulturdenkmäler der rheinland-pfälzischen Ortsgemeinde Hellenhahn-Schellenberg aufgeführt. Grundlage ist die Denkmalliste des Landes Rheinland-Pfalz (Stand: 21. Dezember 2021).

## Einzeldenkmäler
| Bezeichnung                            | Lage                                          | Baujahr                | Beschreibung | Bild                           |
| -------------------------------------- | --------------------------------------------- | ---------------------- | --- | ------------------------------ |
| Quereinhaus                            | Hellenhahn, Hauptstraße 7, Kirchstraße 3 Lage | um 1700                | langgestreckter Fachwerkbau (ehemaliges Quereinhaus?), teilweise massiv und verbrettert, um 1700; Fachwerkscheune, 18. Jahrhundert                                                                       | weitere Bilder Fotos hochladen |
| Wegekreuz                              | Hellenhahn, Hauptstraße, bei Nr. 31 Lage      | 1722                   | Wegekreuz, bezeichnet 1722, wohl jünger (zweite Hälfte des 18. Jahrhunderts?) | Fotos hochladen                |
| Katholische Kirche St. Peter in Ketten | Hellenhahn, Kirchstraße 5 Lage                | 1926/27                | kreuzförmiger Basaltbruchsteinbau, westwerkartige Turmfront, 1926/27 | weitere Bilder Fotos hochladen |
| Quereinhaus                            | Hellenhahn, Mittelweg 6 Lage                  | 17. Jahrhundert        | stattliches Fachwerk-Quereinhaus mit Niederlass, teilweise verschiefert, eventuell noch aus dem 17. Jahrhundert; Fachwerkscheune, zweite Hälfte des 19. Jahrhunderts; weitläufige Hof- und Gartenflächen | weitere Bilder Fotos hochladen |
| Quereinhaus                            | Hellenhahn, Secker Straße 7 Lage              | frühes 18. Jahrhundert | Fachwerk-Quereinhaus mit Niederlass, teilweise massiv, im Kern aus dem frühen 18. Jahrhundert | Fotos hochladen                |
| Wohnhaus                               | Hellenhahn, Secker Straße 10 Lage             | frühes 18. Jahrhundert | Fachwerkhaus mit Niederlass, teilweise massiv, frühes 18. Jahrhundert | weitere Bilder Fotos hochladen |
| Wegekreuz                              | Schellenberg, Untergasse, bei Nr. 17 Lage     | 1815                   | Wegekreuz, bezeichnet 1815 | Fotos hochladen                |